# Aiseau-Presles
Aiseau-Presles är en kommun i Belgien.   Den ligger i provinsen Hainaut och regionen Vallonien, i den centrala delen av landet, 50 kilometer söder om huvudstaden Bryssel. Antalet invånare är 10 632.
Omgivningarna runt Aiseau-Presles är en mosaik av jordbruksmark och naturlig växtlighet. Runt Aiseau-Presles är det ganska tätbefolkat, med 111 invånare per kvadratkilometer.